# لاري يونغ
لاري يونغ (بالإنجليزية: Larry Young)‏ هو سياسي أمريكي، ولد في 25 نوفمبر 1949 ببالتيمور في الولايات المتحدة. حزبياً، نشط في الحزب الديمقراطي. وقد انتخب عضو مجلس النواب لولاية ماريلند.

## روابط خارجية
- لاري يونغ على موقع IMDb (الإنجليزية)